# Dachser
Дáксер — експедиторська фірма у Німеччині, що займається перевезенням вантажів.

## Історія
Фірма була створена 1930 року Томасом Даксер (13 березня 1906, Хальденванг (Швабія) — 11 квітня 1979, Мюнхен).
З 2005 фірмою володіє Бернхард Симон (Bernhard Simon) — онук Томаса Даксер.